# Comté de San Luis Obispo
Pour les articles homonymes, voir San Luis et Obispo.
Le comté de San Luis Obispo (en anglais : San Luis Obispo County) est un comté américain de l'État de Californie. La population était de 282 424 habitants lors du recensement de 2020. Le siège de comté est San Luis Obispo.

## Histoire
Le comté est établi en 1850 parmi les 27 comtés originels de Californie.

## Localités

### Villes
- Arroyo Grande
- Atascadero
- Grover Beach
- Morro Bay
- Paso Robles
- Pismo Beach
- San Luis Obispo

### Census-designated places
- Avila Beach
- Blacklake
- Callender
- Cambria
- Cayucos
- Creston
- Edna
- Garden Farms
- Lake Nacimiento
- Los Berros
- Los Osos
- Los Ranchos
- Nipomo
- Oak Shores
- Oceano
- San Miguel
- San Simeon
- Santa Margarita
- Shandon
- Templeton
- Whitley Gardens
- Woodlands

### Zones non incorporées
- California Valley (en)
- Cholame
- Halcyon (en)
- Harmony (en)
- Pozo (en)

## Démographie

Le palais de justice de San Luis Obispo, siège du comté.

| 1850 | 1860  | 1870  | 1880  | 1890   | 1900   |
| ---- | ----- | ----- | ----- | ------ | ------ |
| 336  | 1 782 | 4 772 | 9 142 | 16 072 | 16 637 |

| 1910   | 1920   | 1930   | 1940   | 1950   | 1960   |
| ------ | ------ | ------ | ------ | ------ | ------ |
| 19 383 | 21 893 | 29 613 | 33 246 | 51 417 | 81 044 |

| 1970    | 1980    | 1990    | 2000    | 2010    | 2020    |
| ------- | ------- | ------- | ------- | ------- | ------- |
| 105 690 | 155 435 | 217 162 | 246 681 | 269 637 | 282 424 |